# Naturschutzgebiet Comthureyer Berg
Koordinaten: 53° 16′ 20,6″ N, 13° 11′ 37,2″ O

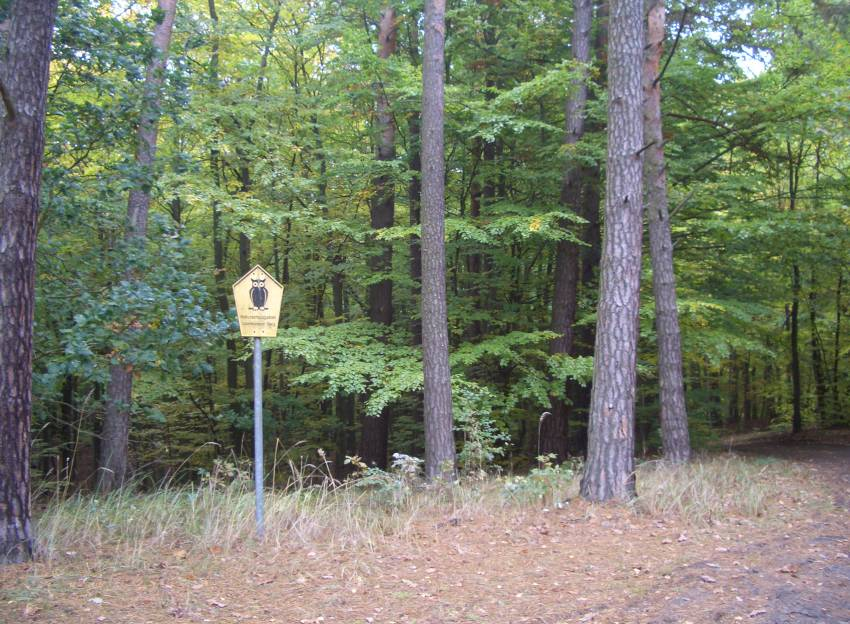
Bei Comthurey

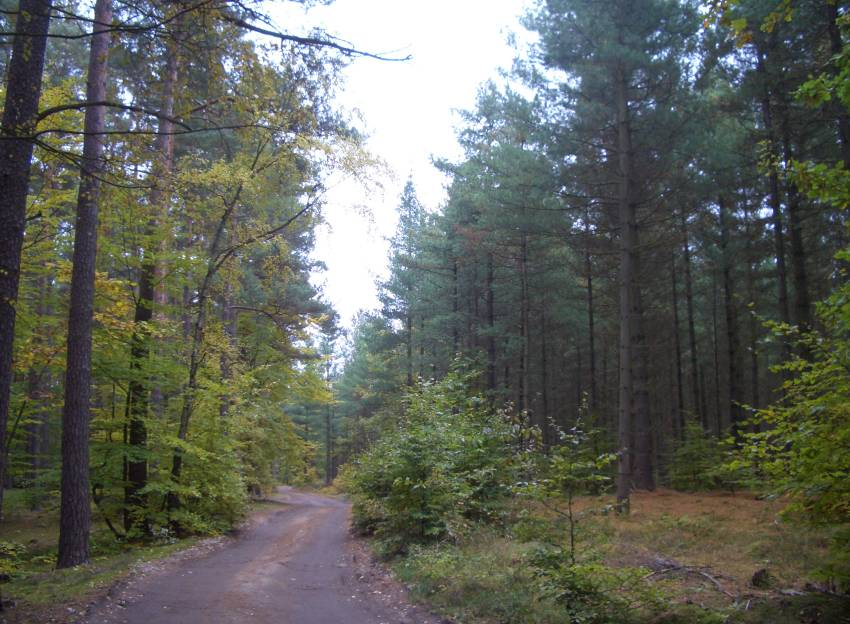
Wald

Das Naturschutzgebiet Comthureyer Berg ist ein zehn Hektar umfassendes Naturschutzgebiet nördlich der Ortschaft Comthurey in Mecklenburg-Vorpommern.
Geschützt wird ein spontan gewachsener Waldbestand auf sandigen Flächen mit artenreicher Bodenvegetation sowie ein Abschnitt des nördlich gelegenen Godendorfer Mühlenbachs. Die rechtliche Festsetzung erfolgte am 2. März 1972. Das Naturschutzgebiet befindet sich im Naturpark Feldberger Seenlandschaft. Der aktuelle Gebietszustand wird nur als befriedigend eingestuft, da die ursprüngliche Pioniervegetation aus Kiefern und Birken verdrängt wurde. Stark geschützte Arten wie Flachbärlapp, Moosauge, Geflecktes Knabenkraut und Fuchs’ Knabenkraut kommen aber weiterhin vor. Trauerschnäpper, Waldschnepfe, Eisvogel sowie Schwarz- und Buntspecht leben in dem Gebiet. Hervorhebenswerte Fischarten des Godendorfer Mühlenbachs sind Quappe und Steinbeißer.
Das Naturschutzgebiet ist Teil des FFH-Gebiets Sandergebiet südlich von Serrahn und des Vogelschutzgebiets Wald- und Seenlandschaft Lieps-Serrahn.
Durch das Gebiet verläuft ein öffentlicher Forstweg.